# لاري جوليان
لاري جوليان (بالإنجليزية: Larry Julian)‏ هو شخصية أعمال وسياسي أمريكي، ولد في 19 أغسطس 1949. حزبياً، نشط في الحزب الجمهوري. وقد انتخب عضو مجلس نواب ميشيغان ‏.